# 鸭宫示范线
鸭宫示范线是日本为修建东海道新干线测试车辆和线路等技术而提前建设的高速铁路试验线，现为东海道新干线的一部分。本节描述了东海道新干线及其关联设施和组织的示范线。
新干线计划中的示范线是在建造东海道新干线时由原日本国铁预先建造的测试段， 鸭宫基地是由示范线管理区建立和管理的。这一段位于神奈川县小田原市与绫濑町（现为绫濑市）之间约30公里的试验区段被称为鸭宫示范线，在全线通车后被并入东海道新干线，距开通至今已有50多年了。

## 概述
在东海道新干线的建设中，须在1959年到1964年的短短5年内就完成从研发到投入运营的准轨高速列车，而当时修建供新型高速列车进行测试运行的线路是一个紧迫的问题。
因此，日本国铁计划在不等待东海道新干线全程开工的情况下预先建造“示范线”，以进行原型车和新设备的现场测试。鸭宫示范线在整条线路投用之前建造完成，从1962年到1964年，历时约两年对新型车辆和设备进行测试，对车务人员和高速铁路线路维护人员进行培训，并用“夢の超特急”的宣传口号向公众宣传测试。如果没有预先建设鸭宫示范线，仅仅只有五年的施工时间，东海道新干线很难正常按时投入运营。
在鸭宫示范线现场建立了一个鸭宫基地作为仓库，并由作为工作组织的示范线管理区进行管理，区长是田中隆造。示范线的研究工作由铁路技术研究所负责。

### 正式名称
在新干线开业时由日本国铁发布的正式记录《东海道新干线工事志》中，此测试用区间的名称为“示范线”（日语：／ Moderu Sen */?）或“示范线区”（日语：／ Moderu Senku */?）。在示范线西端附近的鸭宫，有一个“示范线鸭宫基地”（日语：／ Moderu Sen Kamonomiya Kichi */?）。
从1962年到1964年进行新干线的试运行时，“示范线”的名称在日本闻名。当时的新闻中经常提到新干线列车试验和试乘活动。但是，自1964年开业以来至今已经过了很长时间，仅用“示范线”的名称已难以准确描述，因此如今常用“鸭宫示范线”或“鸭宫示范线区域”表述这一段线路。

### 区间
鸭宫示范线是计划中的东海道新干线的一部分，位于神奈川县绫濑（相模川以东）和小田原（樱川县以西）之间约30公里的路段。
在示范线修建计划开始时，绫濑市与小田原市之间的距离大约为37公里，但是自1962年6月开始，就可以在鸭宫-生泽（大矶町）开始预先试验，这只是一段约10公里的路段。 鸭宫基地所在地的纪念碑“ 新干线发源地”的标牌标有“ 32km”，从绫濑（东京站起点起43km 355m）到鸭宫（75km 163m）约32公里的距离相当。
43km 355m位于藤泽市之后，但是这个距离（公里）是所有线路的终点，并且在示范线时代，横滨市过境地段的土地征用工作尚未完成。由于使用了计算出的距离，因此到东京站的距离比实际距离短了约1.25公里（由于征地工作没有进行，使得路段迂回运行，造成距离增加）如果将43km 355m替换为示范线，它将位于第二深谷桥梁附近，试乘平台位于此位置，并且直到今天仍保留工作楼梯。
但是，绫濑那边起点的照片，例如“第64号-回顾东海道新干线/鸭宫示范线”等中的照片，位于绫濑市与藤泽市之间边界的第三八轩町立交桥（43km 636m）的正下方。此外，绫濑市一侧也显示了折返用的转线点（现已不存）。在43km 480m（藤泽市之后）上，有一个用于爬升八丈町的楼梯，该楼梯被用作第3八轩町立交桥下方的入口。藤泽市原属于绫濑市（市制化之前的绫濑町），由于边界的变化而并入了藤泽市，该模型系列也出现在《东海道新干线建设杂志》上。该段被称为“ 绫濑（藤泽市）-小田原”，藤泽市市长之后的当前社区称为绫濑。
此外，在《东海道新干线建设杂志》电子版中，描述了绫濑临时住所，其位置为42km 600m，位于三户岩立交桥和大和市福田市的福知川大桥之间的过渡区域。
另外，有时绫濑一侧的起点是小田急江之岛线古扎涩谷站的东端，当时自出版的利益相关者的回忆录说“我们乘火车上下车到涩谷涩谷站，然后走到轨道上”。也有证词。基于这些事实，“旅行MOOK东海道新干线1964年-夢の超特急的前夕”（交通新闻）说：“在修建示范线之前和之后，轨道都会逐渐增加。”另外，绫濑侧的终点似乎不是固定的特定位置。
作为示范线的仓库，需要沿着示范线在当前线上的工位附近建造一个临时车站。为了运输原型车的车身，有必要先建造一条电气化的临时运输线。小田原（在坂川的西部），鸭之谷（在坂川的东部）和仓见（相模河的东部）被认为是候选者，而考虑到建造时间和建造成本则选择了鸭之谷。

### 测试期
1962年6月，从鸭宫基地（东京基点71 km 820m）到生泽（东京基点61 km 800 m）向东约10公里建造完成，因此无需等待示范线全线完成即可开始进行测试。在这一阶段，酒匂川大桥尚未完工。最初，原定于1962年4月在大约10公里的路段上开始试运行，但由于施工工期延迟，延期到6月才进行。
之后，示范线施工与试验同时进行，1962年10月示范线施工完成约30公里的路段后，提速试验已将列车试验速度从200公里/小时提高到250公里/小时。提速试验完成后，使列车稳定运行的综合测试开始重复进行。
1964年2月15日，东海道新干线新建线路热海以西的部分与示范线连接，绫濑市与三岛之间的77公里线路开通。 4月21日，东京和大阪动车所投入运营，鸭宫示范线管理区结束其作用，改设为东京动车所鸭宫分所。之后，将东海道新干线上的试运行管理移交到新干线局驾驶车辆部门，在大阪和米原之间进行了210公里/小时的提速试验，并在东海道新干线全线进行试运行。

### 试验车
根据计划开始时的编号规则，制造了两列原型车，命名为“ 1000”。出于测试目的，每辆车都有自己的特性。制造商在组内也被划分，并由五家车辆制造商共享。设计由“国铁·临时车辆设计事务所”和五家制造商合作进行了设计。列车有两种类型的编组，两个A编组和四个B编组，有时会同时连接6辆编组进行重联测试。每辆车都安装了几种类型的设备和转向架，并根据试运行的结果确定了用于量产车辆的类型。 A编组和B编组之间的样式（例如形状和油漆颜色）也不同，并且量产车型（新干线0系电力动车组）更接近于B编组，窗户涂有蓝线（油漆类型的尖端）略有不同）。
从1962年6月开始在鸭宫示范线上重复进行各种试验，并在1963年3月30日进行了提速试验，B编组原型车在示范线上的最高试验速度达到了256公里/小时。
原型车（新干线1000系列）
- A编组2辆车：1001、1002（后来的941型电动测试车（→救援车））
- B编组4辆车：1003、1004、1005、1006（后来的922型电气试验车T1编组）

（A / B 6组列车1001-1006同时进行了重联试验）
后来将成为0系量产优先车的阵型
- C编组6辆车：1011、1012、1013、1014、1015、1016（后者21-1、26-1、35-2、16-1、25-2、22-1。添加中间车后，N1编组）
- 轨道测试车：4000型4001（以后为921-1）

C编组于1964年2月交付，并于3月开始对A编组和B编组进行测试。 4001于1962年出现在鸭宫试验线上。

## 示范线的作用

### 试验
在鸭宫基地，由田中隆造管理区长管理下的铁路技术研究所的研究人员对原型车辆和设备进行了测试和速度试验。

#### 各种试验
- 车辆性能试验
- ATC系统
- 轮轨关系试验
- 弓网关系试验
- 流固关系试验
- 高速转向架试验
- 制动性能试验
- 列车风压
- 高速列车交会试验
- 无线通信信号试验
- 高速可动心道岔

#### 速度试验
速度试验大致分为提速试验和速度综合试验。在提速试验中，主要重点是速度，在随后的速度综合试验中获得了各种必要的数据。根据示范线的修建进度，速度试验分为三个阶段。
1962年6月下旬进行了第1次提速试验，这是在线路上安全运行的基本试验，其试验重点是“车辆共振、轮对载荷变化、侧向压力、轮对蛇形运动”。试验里程约10公里。试验速度为70公里/小时。
1962年7月，9月8日，13日以及14日进行了第二次提速试验，由于试验区段全长仅约10公里，因此试验速度仅提高到160公里/小时。
1962年10月21日至31日，进行了第二次提速测试的第3部分，试验区段约为30公里，并以200公里/小时的目标进行了提速。
1962年12月20日至23日，首次进行了高速速度综合试验。
1963年3月19日至30日进行了第三次提速测试，在速度目标值达到了200公里/小时或更高时继续进行提速，同时还进行了高速速度综合试验。
1962年6月26日，示范线的首次试车仪式举行时，最高速度为70公里/小时。之后继续进行试验，并以每次5至20公里/小时的速度逐级提速，同时检测安全性。9月，速度达到了160公里/小时，据估算，这是试验线路全长仅为10公里时可能达到的最大速度。在示范线开通了大约30公里后，于1962年10月31日早晨7时57分30秒，原型试验车在东京第一基地伊泽泽隧道附近62公里处的东京基点附近达到了200公里/小时的速度。 1963年3月30日上午9时46分32秒，试验车达到了256公里/小时的最高试验速度。
法国直流电力机车达到的331公里/小时试验速度是在特殊的情况下完成的，例如修改动力单元和增加动力车以提升最高速度，但在鸭宫示范线上达到的256公里/小时试验速度是在以下条件下完成的：
- 轨道维护极为严格的设置为“ 2mm/10m以内，高度偏差4mm/10m”（运行速度为200km/h时分别为3mm和7mm）
- 增加接触网电压以缩短加速距离等
- 使用未在量产车辆中发现的“弱磁设备”

除了这些要点，它在与200公里/小时连续运行几乎相同的条件下也是一个记录。刻有“ RECORD 高速度记录256km/h 1963-3-30”字样的倒三角形金属板附着在原型车前侧的左右两侧，标志着最高的试验速度。

### 培训司乘人员和维修人员
鸭宫基地还负责培训新干线的乘员和维修人员。基地设立了设立中央铁道学园小田原分所，从全国各地选拔受过教育的经验丰富工作者，提供与在来线不同的实践培训和知识培训。分所所长由管理区长田中隆造兼任。

### 试乘人员
在鸭宫基地建立了一个临时平台，大约10万人至15万人在“夢の超特急”上进行了试乘。在新干线试运行的过程中，包括国内外主要人物，新闻界和持有试乘票的普通人在内的各种试乘人的意见和建议发挥了重要的作用。